# 朱標

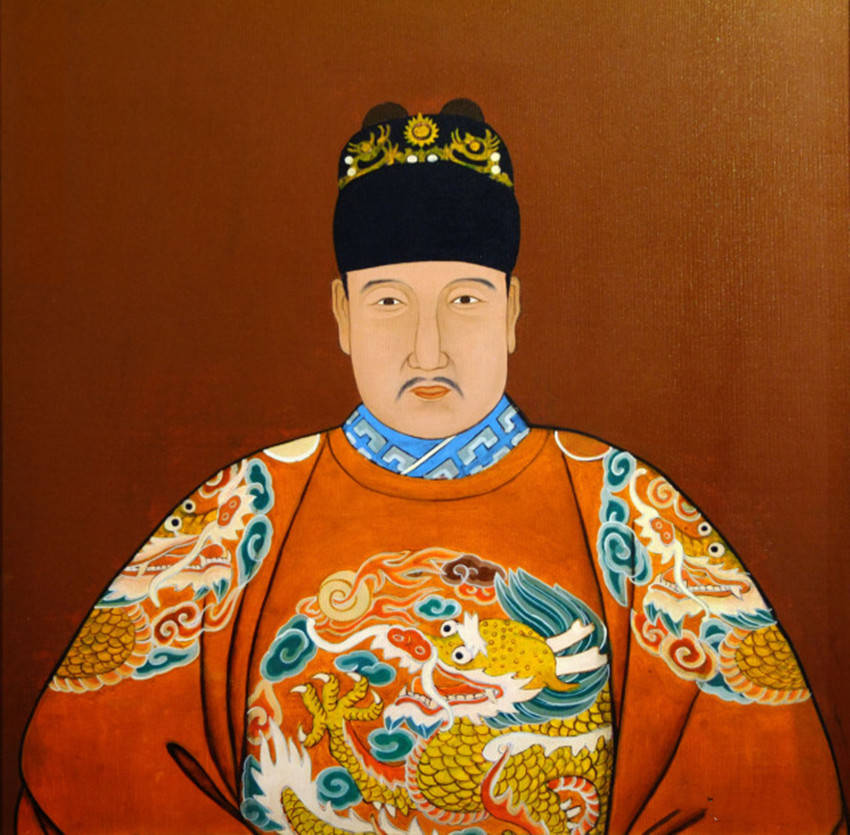
朱標

朱 標（しゅ ひょう、至正15年9月5日（1355年10月10日）- 洪武25年4月25日（1392年5月17日））は、中国・明朝の初代皇帝洪武帝の長男で皇太子。第2代皇帝建文帝の父。母は表向き馬皇后とされたが、産みの母は李淑妃。

## 概要
明朝創建後、皇太子に立てられて重臣常遇春の娘常氏を妻に迎える（なお、建文帝の生母は側室の呂氏である）。温厚な人柄であり、父が進める重臣たちの粛清を諌めたりしたために、父からは頼りなく思われたという。
洪武25年（1392年）4月に急死した。享年38。
父に先立って急死すると、朱元璋はその死を深く悲しんで懿文太子の諡号を贈った。さらに実子である朱允炆（建文帝）が即位すると、興宗の廟号、孝康皇帝の諡号が追号された。
朱標の早世は、父による粛清を加速させた上に、靖難の変の原因の一つになるなど、数々の悲劇を生み出す原因となった。永楽帝が帝位につくと、懿文太子に追降した。後に、弘光帝が南明の皇帝に即位すると、孝康皇帝の諡号が復されあらためて追尊された。

## 家族

### 妻
1. 孝康皇后常氏
2. 皇太后呂氏

### 男子
1. 虞懐王 朱雄英
2. 建文帝 朱允炆
3. 呉王 朱允熥
4. 衡王 朱允熞
5. 徐王 朱允熙

### 女子
1. 江都公主
2. 宜倫郡主
3. 公主
4. 南平公主